# Edrissa Sonko
Edrissa „Eddy“ Sonko (* 23. März 1980 in Essau) ist ein ehemaliger gambischer Fußballspieler.

## Karriere
Sonko, geboren in Essau in der North Bank Region Distrikt Lower Niumi, spielte in der Position Stürmer oder Mittelfeld. Zu seinen vorherigen Vereinen zählen Real de Banjul, RSC Anderlecht, Roda Kerkrade, FC Walsall, Tranmere Rovers sowie Skoda Xanthi.
Sein erstes Tor für Tranmere erzielte er im Heimsieg gegen Accrington Stanley im EFL Trophy im September 2008. Etwas mehr als eine Woche später folgte sein erstes Ligator gegen Huddersfield Town.
2009 unterschrieb Sonko einen Einjahresvertrag bei Hereford United. Nach Ablauf der Saison wurde er freigegeben und wechselte zum zyprischen Verein APEP Pitsilia. Im September 2010 schloss er sich dem Ras al-Khaimah Club in den Vereinigten Arabischen Emiraten an. Später spielte er bei Masafi SC und al-Taawon, bis er 2013 er seine Karriere beendete.